# Arhopaloscelis
Arhopaloscelis is een kevergeslacht uit de familie van de boktorren (Cerambycidae). De wetenschappelijke naam van het geslacht werd voor het eerst geldig gepubliceerd in 1981 door Murzin, Danilevsky & Lobanov.

## Soorten
Arhopaloscelis is monotypisch en omvat slechts de volgende soort:
- Arhopaloscelis bifasciata (Kraatz, 1879)